# Paul Angst
Paul Angst (* 24. Juni 1932 in Bülach; † 26. April 2019) war ein Schweizer Politiker der Freisinnig-Demokratische Partei (FDP).

## Leben
Paul Angst wuchs in Bülach auf. Er absolvierte in Winterthur-Wülflingen eine Notariatslehre und studierte danach an der Universität Zürich. 1957 erwarb er das Wahlfähigkeitszeugnis als Notar und wurde mit 25 Jahren zum Stadtammann und Betreibungsbeamten gewählt. Er spezialisierte sich danach auf das Schuldbetreibungs- und Konkursrecht. Von 1982 bis 1996 präsidierte er die Konferenz der Betreibungs- und Konkursbeamten der Schweiz und war leitender Redaktor der Fachzeitschrift Blätter für Schuldbetreibung und Konkurs. Er starb am 26. April 2019.

## Politische Laufbahn
Auf die Gemeinderatswahlen  hin trat er 1957 der Demokratischen Partei bei und rückte zehn Jahre später, 1967, in den Grossen Gemeinderat von Winterthur nach, dem er bis 1984 angehörte. Er präsidierte die Partei zum Zeitpunkt der Fusion mit der FDP und war ab 1972 Vizepräsident der neuen kantonalen Freisinnig-Demokratischen Partei. In der Amtsperiode 1983/84 war er Präsident des Stadtparlaments. Ebenfalls kandidierte er zweimal erfolglos für den Stadtrat. Ab 1977 gehörte er auch dem Kantonsrat an, dem er 1991/92 als Präsident vorstand. Er trat 1995 als Kantonsrat und 1997 als Stadtammann zurück.